# The Young Stallions
The Young Stallions was een professioneel worsteltag-team dat actief was in de World Wrestling Federation (WWF) van 1987 tot 1989. Het team bestond uit Paul Roma en Jim Powers.

## In worstelen
- Finishers
  - Double dropkick